# آدامپول، استان لوبلین
ادامپل، لابلن ویوودشیپ (به لاتین: Adampol, Lublin Voivodeship) در لهستان است که در Gmina Wyryki واقع شده‌است.